# 사랑의 상처 (영화)
사랑의 상처(Accident)는 영국에서 제작된 조셉 로지 감독의 1967년 드라마, 범죄 영화이다. 더크 보가드 등이 주연으로 출연하였고 조셉 로지 등이 제작에 참여하였다. 방영명은 안나의 비밀이다.

## 출연

### 주연
- 더크 보가드
- 스탠리 베이커
- 자클린 사사드

### 조연
- 마이클 요크
- 비비안 머천트
- 델핀 세리그
- 알렉산더 녹스
- 앤 퍼뱅크
- 브라이언 펠런
- 테런스 리그비
- 프레디 존스
- 해럴드 핀터

## 제작진
- 의상: 베아트리스 도슨